# Actes (reunió acadèmica)

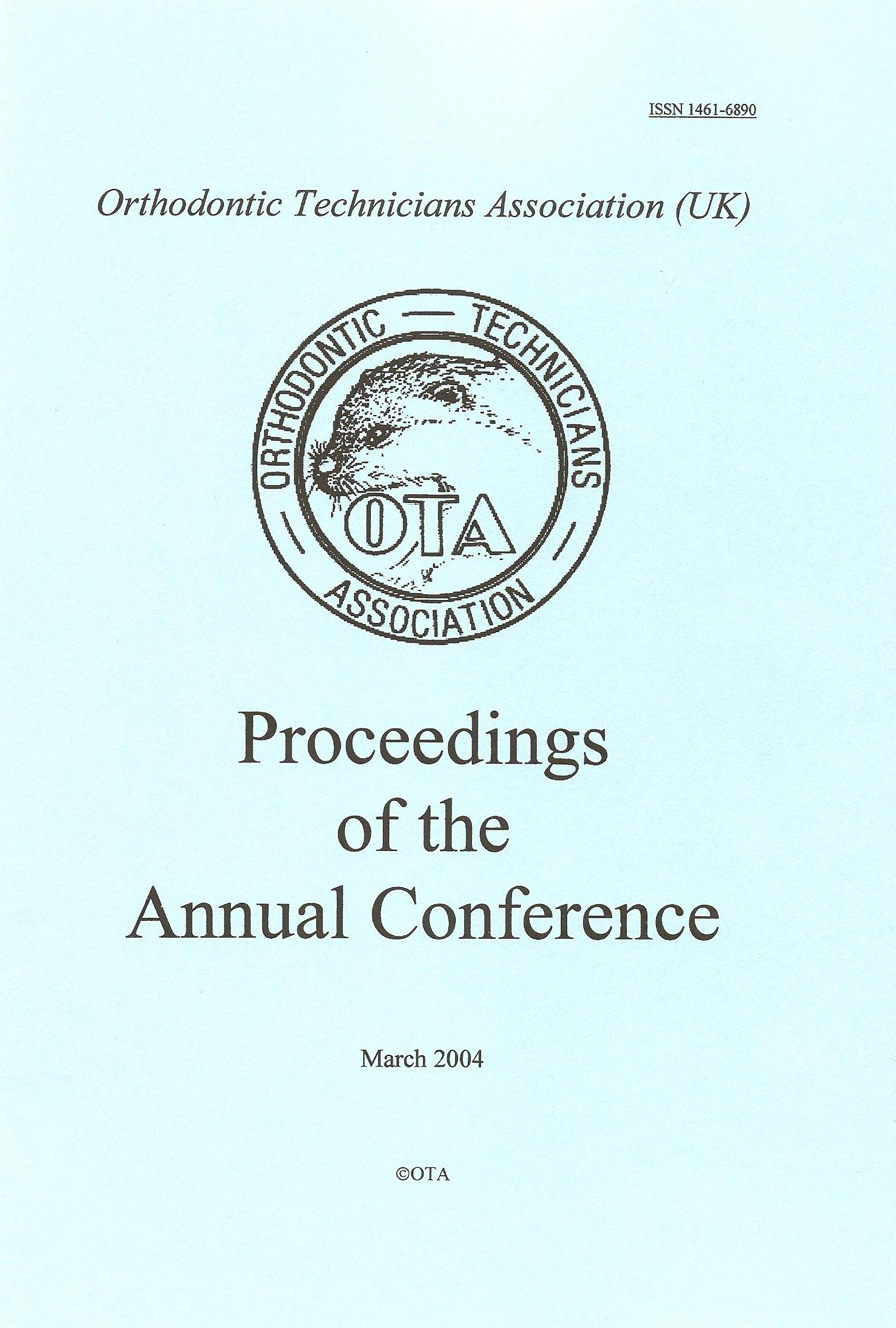
Portada de les Actes d'OTA Conference Proceedings 2004.

En l'àmbit acadèmic, el llibre d'actes de congrés, o simplement les actes de congrés (o d'unes jornades, etc) o les actes (actes científiques), són col·leccions de treballs acadèmics que es publiquen en el context d'una reunió acadèmica (congrés, conferència, jornades, simposi). En general són distribuïdes en forma de llibres impresos (i/o, de vegades en format de CD-ROM), ja sigui abans de l'inici de la reunió o després d'aquesta. Les actes contenen les aportacions dels investigadors en la conferència. Normalment son un recull complet de les comunicacions i ponències que s'han fet al congrés o les jornades en qüestió. Són, per tant, el registre escrit de les obres que s'han presentat als assistents a la reunió i la resta de la comunitat científica.